# دهستان کهیر
دهستان کهیر، یکی از دهستان‌های بخش کهیر شهرستان کنارک در استان سیستان و بلوچستان ایران است. مرکز این دهستان، روستای حیدرآباد است.

## جمعیت
بر پایه سرشماری عمومی نفوس و مسکن در سال ۱۳۹۵، جمعیت دهستان کهیر برابر با ۷٬۳۴۱ نفر بوده‌است.